# エドモントン・トロリーバス
エドモントン・トロリーバス（英語: Trolley buses in Edmonton）は、かつてカナダの都市であるエドモントンに存在したトロリーバス。1939年に開通し、最盛期には市内に大規模な路線網を有していたが2009年に廃止された。末期はエドモントンで公共交通機関を運営するエドモントン交通（Edmonton Transit System、ETS）によって運営されていた。

## 歴史
カナダの都市・エドモントンにはかつて1908年に開通した路面電車（エドモントン・ラジアル鉄道）が存在したが、1930年代後半になると車両や施設の維持費の増大が課題となっていた。そこで、より安価で効率的かつ安全性が高い交通機関としてトロリーバスを導入する事が決定し、工事や試運転を経て1939年9月24日に営業運転が開始された。これはトロント、モントリオールに次ぐ、カナダで3番目になるトロリーバスであった。

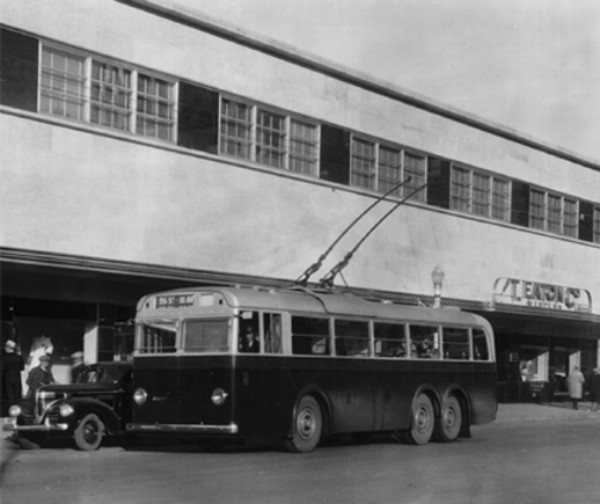
開業時に導入されたイギリス製の車両（1940年撮影）
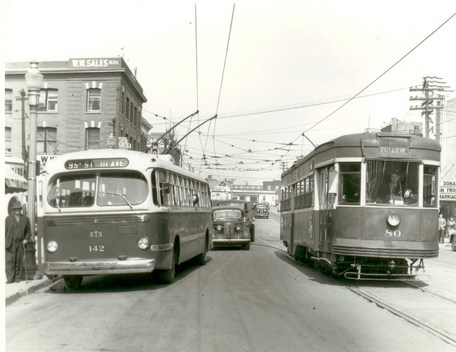
路面電車（右）と並ぶトロリーバス（左）（1947年撮影）

様々な長所を持つトロリーバスは多くの市民に利用され、路線網の延伸が積極的に行われた他、車両の増備も進められた。その結果、路面電車は順次トロリーバスに置き換えられ、1951年9月1日をもって廃止された。その後、1950年代から1970年代にかけてカナダやアメリカ合衆国では、自動車メーカーの施策もありトロリーバスの路線バス（ディーゼルバス）への置き換えが進んだがエドモントンのトロリーバスは以降も路線網が拡大し、最盛期には営業キロ127 km、車両数137両という大規模な路線網が築かれた。

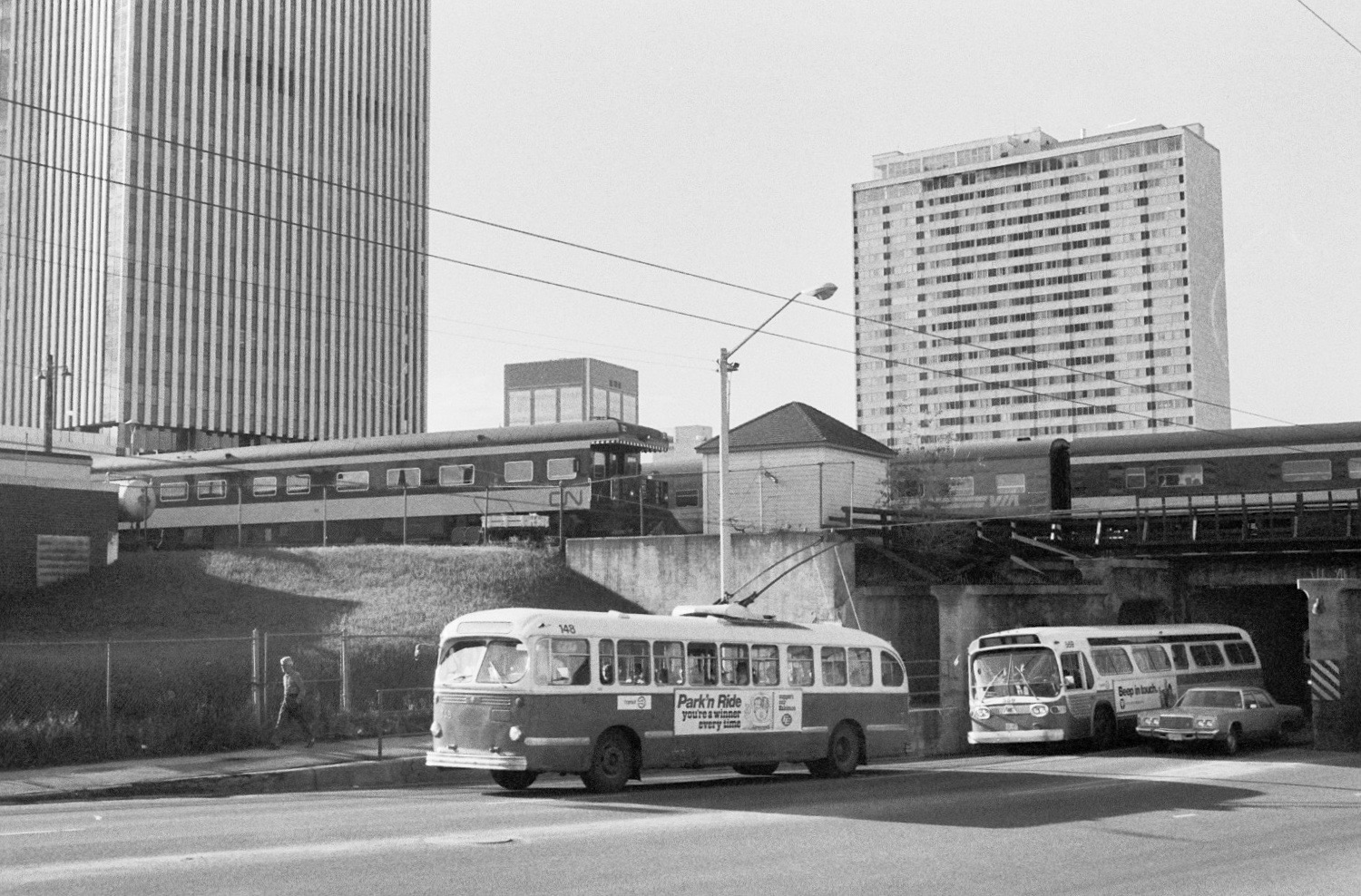
1940年代後半に導入された車両（1977年撮影）
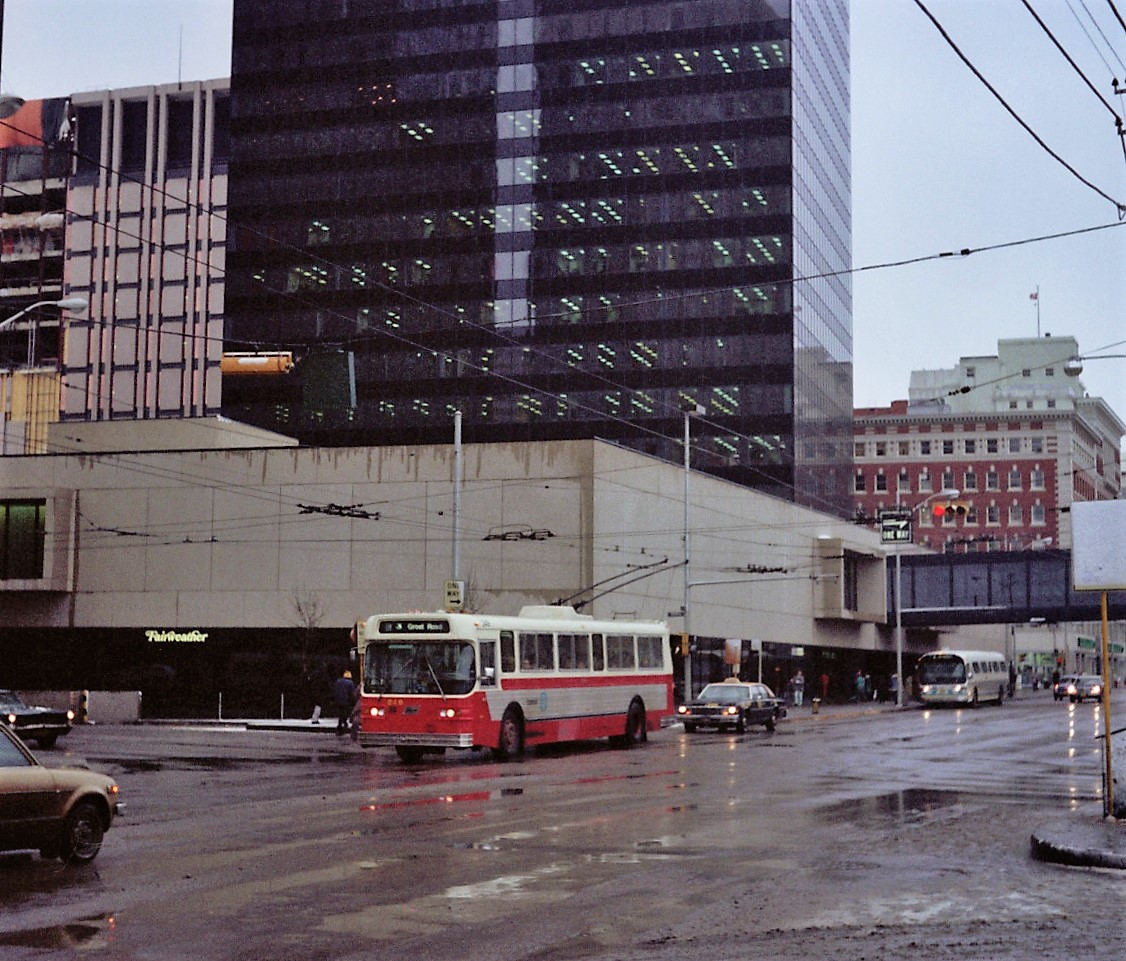
1970年代に導入された車両（E800）（1979年撮影）

1980年代初頭には後述の通り車両の全面的な置き換えが実施されたが、2000年代に入りトロリーバス網の存廃が議論の対象となり始めた。2007年から2008年にかけてはバンクーバー（バンクーバー・トロリーバス）から借用したノンステップ車両の運用も行われたが、最終的にエドモントン市の赤字解消を目的としたコスト削減の一環として全面的に廃止する事が決定し、2009年5月2日をもって営業運転を終了した。

## 車両
エドモントン・トロリーバスの廃止時に使用されていたのは、1981年から1982年にかけて導入された、アメリカ合衆国のゼネラルモーターズ（車体）とスイスのブラウン・ボベリ（電気機器）が手掛けたHR150Gと呼ばれる車両であった。それまで使用されていた既存の車両の置き換えを目的に1981年から1982年にかけて100両（100 - 199）が導入された後、2両がアメリカのデイトン（デイトン・トロリーバス）に譲渡された他、1980年代末期から1990年代初頭にはトロントへ40両が貸し出されていた。
このHR150Gの一部車両を含め、エドモントンで使用されていたトロリーバス車両の一部は廃止後も各地の博物館や団体によって保存されている。

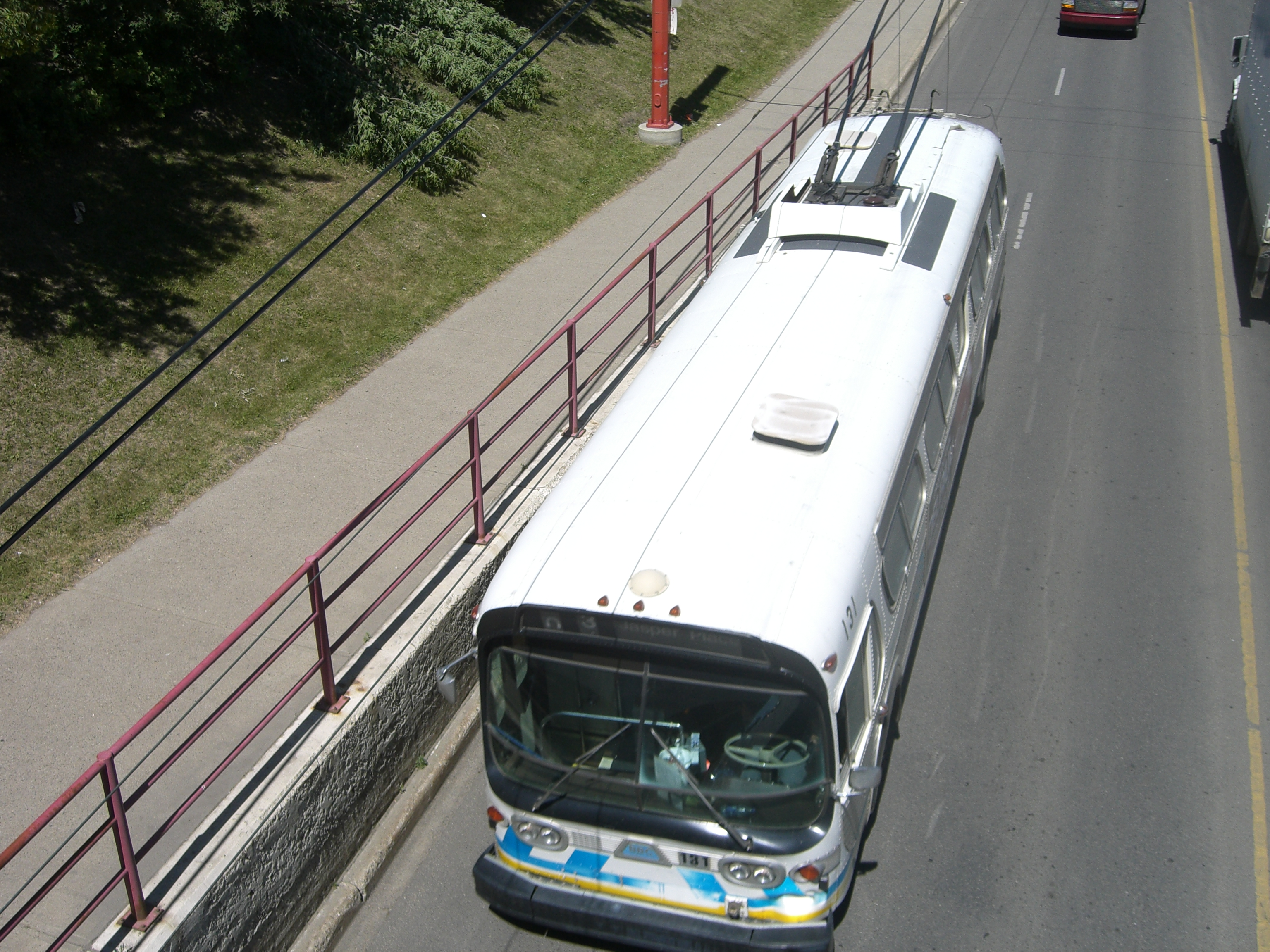
HR150G（2005年撮影）
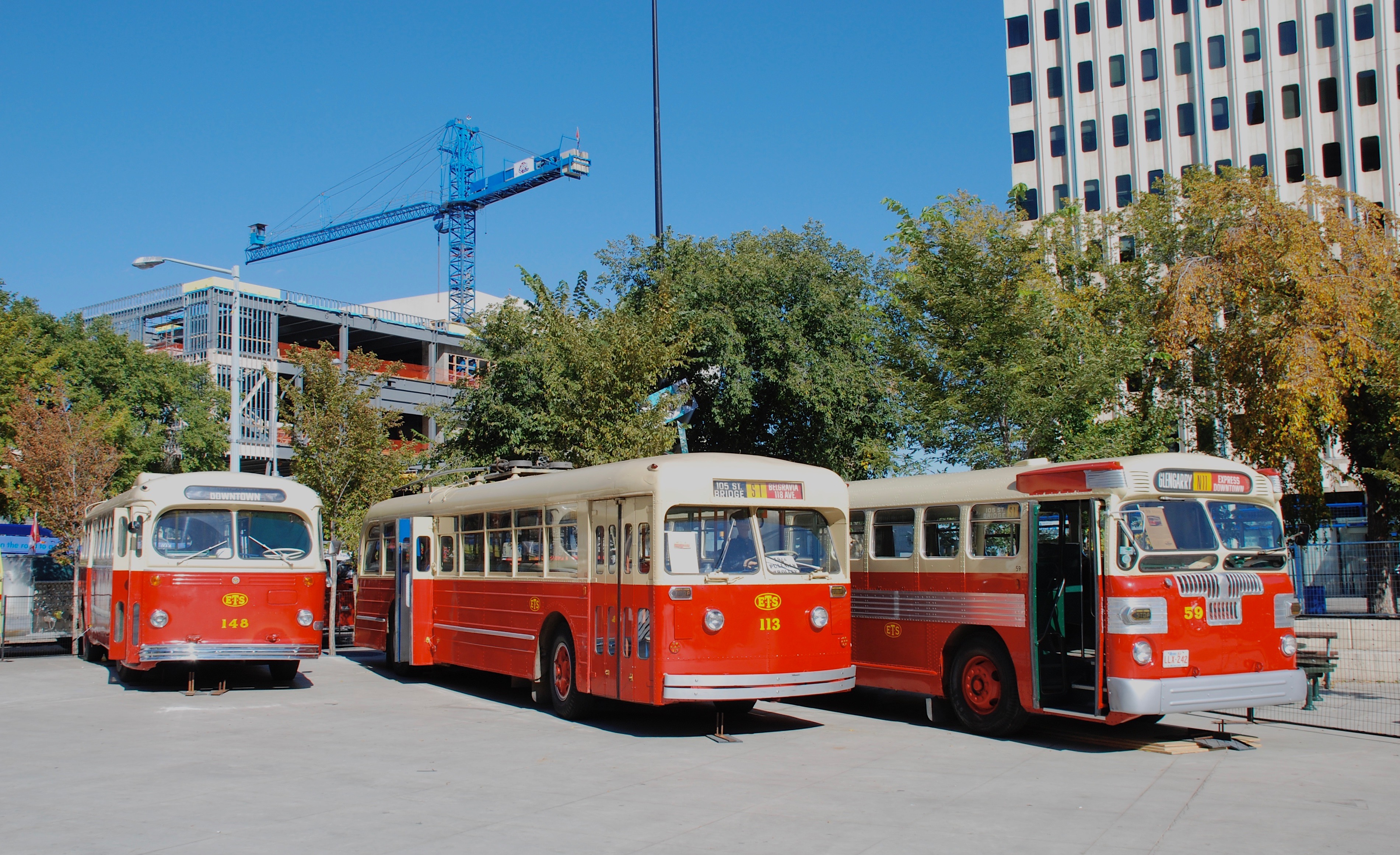
路線バス（右）と共に並んだ歴代車両（中、左）（2008年撮影）